# Isabella Rossellini
Pour les articles homonymes, voir Rossellini.
Isabella Rossellini, née le 18 juin 1952 à Rome, est une actrice italo-américaine, éthologue, fille d'Ingrid Bergman et de Roberto Rossellini.

## Biographie

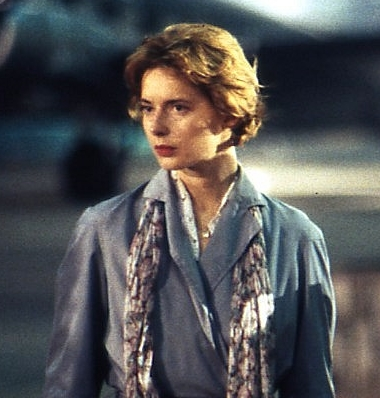
Isabella Rossellini, dans le film L'Innocent.

### Famille
Isabella Rossellini est la fille du réalisateur Roberto Rossellini et de l'actrice Ingrid Bergman, et la sœur jumelle d'Isotta Rossellini, professeur d'université en littérature italienne. Elles ont un frère aîné, Renato Rossellini, et une demi-sœur, Pia Lindström.

### Carrière
D'abord habilleuse sur les tournages de Roberto Rossellini, son père, elle entame ensuite une carrière de journaliste à la télévision italienne, tout en décrochant des rôles pour des cinéastes de renom comme Vincente Minnelli ou les frères Taviani.
A 28 ans elle devient mannequin pour la marque Lancôme dont elle sera l'ambassadrice de 1983 à 1995 puis celle de Lancaster. 
Peu à peu, elle s'impose au cinéma comme actrice capable d'incarner des personnages dramatiques ou du moins aux antipodes du « Glamour » du monde de l'industrie cosmétique : Blue Velvet et Sailor et Lula de David Lynch, Les vrais durs ne dansent pas de Norman Mailer.
Sa carrière d'actrice est plutôt intense mais ne semble suivre aucun plan puisqu'elle interprète les rôles les plus divers dans les cinémas anglo-saxon, italien et francophone. À la télévision, elle est notamment apparue, dans son propre rôle, dans un épisode de Friends et a aussi participé à des séries comme Alias, La Vie à tout prix (Chicago Hope) et 30 Rock. Son rôle dans la télésuite Napoléon réalisée en 2002 par Yves Simoneau, où elle interprète l'impératrice Joséphine aux côtés de Christian Clavier, Gérard Depardieu et John Malkovich, est un de ses principaux rôles francophones.

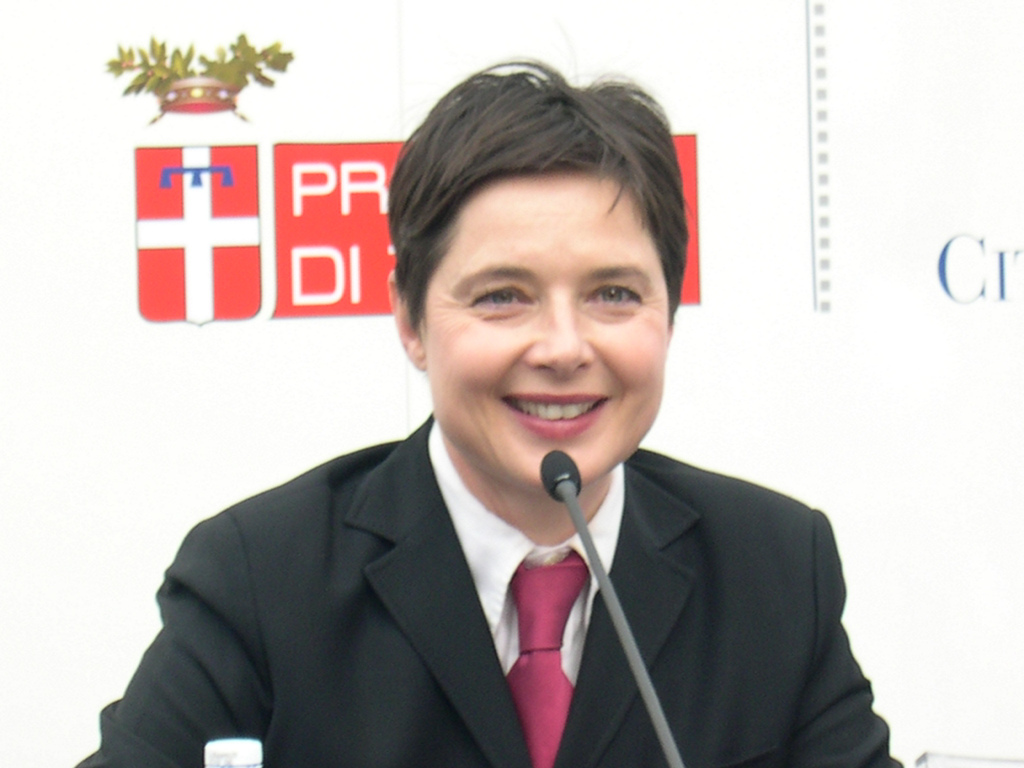
Isabella Rossellini, présidente du jury au festival du film de Turin en 2005.

En 2008, l'actrice écrit et réalise une série de huit courts métrages intitulée Green Porno, dans lesquels elle interprète, costumée, divers insectes pour illustrer leurs mœurs sexuelles.
En 1993 elle enregistre avec le groupe anglais Tindersticks un duo publié exclusivement en single "A marriage made in heaven", qui sera ensuite publié sur la compilation "Donkeys 92-97" en 1998.
Elle est également une femme engagée pour la protection de la nature et des animaux. C’est une amie fidèle du Dr Jane Goodall et membre de l'Institut Jane Goodall France.

### Festivals
En 2005 elle préside le festival du film de Turin. 
Isabella Rossellini a présidé le jury des longs-métrages du festival de Berlin 2011. 
Lors du Festival de Cannes 2015, elle préside la section Un certain regard.
Lors du Festival du film de Sundance 2020, elle fait partie d'un des jurys du festival pour la 36e édition.

### Vie privée
Isabella Rossellini épouse Martin Scorsese en 1979. En 1983, elle met au monde une fille, Elettra (en), dont le père est le mannequin Jonathan Wiedemann. Elle divorce et épouse ce dernier.
Par ailleurs, Isabella Rossellini a adopté un enfant prénommé Roberto. Jonathan Wiedemann la quitte en 1986.
Elle sera ensuite successivement la compagne du réalisateur David Lynch de 1986 à 1990, de l'acteur Gary Oldman jusqu'en 1997 et brièvement, du producteur de cinéma Daniel Toscan du Plantier.

## Filmographie

### Actrice de cinéma

#### Longs métrages
- 1976 : Nina (A Matter of Time) de Vincente Minnelli : Sœur Pia
- 1979 : Le Pré (Il prato) de Paolo et Vittorio Taviani : Eugenia
- 1980 : Il pap'occhio de Renzo Arbore : Isabella
- 1985 : Soleil de nuit (White Nights) de Taylor Hackford : Darya Greenwood
- 1986 : Blue Velvet de David Lynch : Dorothy Vallens
- 1987 : Les Yeux noirs (Очи чёрные) de Nikita Mikhalkov : la signora (non créditée)
- 1987 : Les Vrais durs ne dansent pas (Tough Guys Don’t Dance) de Norman Mailer : Madeleine Regency
- 1987 : Siesta de Mary Lambert : Marie
- 1988 : Zelly and Me de Tina Rathborne : Mademoiselle Zelly
- 1989 : Cousins (A Touch of Infidelity) de Joel Schumacher : Maria Hardy
- 1989 : Red Riding Hood d'Adam Brooks : Lady Jean
- 1990 : Sailor et Lula (Wild at heart) de David Lynch : Perdita Durango
- 1990 : Dames galantes de Jean-Charles Tacchella : Victoire
- 1991 : Le Diable à quatre (Caccia alla vedova) de Giorgio Ferrara : Rosanna
- 1992 : La Mort vous va si bien (Death becomes her) de Robert Zemeckis : Lisle Von Rhoman
- 1993 : The Pickle de Paul Mazursky : la femme au Planet Cleveland (non créditée)
- 1993 : L'Innocent (The Innocent) de John Schlesinger : Maria
- 1993 : État second (Fearless) de Peter Weir : Laura Klein
- 1994 : Wyatt Earp de Lawrence Kasdan : Big Nose Kate
- 1994 : Ludwig van B. (Immortal Beloved) de Bernard Rose : Anna Marie Erdody
- 1995 : Croix et Délices (Croce e delizia) de Luciano De Crescenzo : Henriette
- 1996 : Big Night de Campbell Scott et Stanley Tucci : Gabriella
- 1996 : Nos funérailles (The Funeral) d'Abel Ferrara : Clara Tempio
- 1998 : À la recherche du passé (Left Luggage) de Jeroen Krabbé : Mme Kalman
- 1998 : Les Imposteurs (The Impostors) de Stanley Tucci : la reine voilée
- 2000 : Il cielo cade d'Andrea et Antonio Frazzi : Katchen
- 2002 : Empire de Franc. Reyes : La Colombiana
- 2002 : Roger Dodger de Dylan Kidd : Joyce
- 2003 : The Tulse Luper Suitcases, Part 1: The Moab Story de Peter Greenaway : Mme Moitessier
- 2003 : The Saddest Music in the World de Guy Maddin: Lady Helen Port-Huntley
- 2004 : The Tulse Luper Suitcases, Part 2: Vaux to the Sea de Peter Greenaway : Mme Moitessier
- 2004 : King of the Corner de Peter Riegert : Rachel Spivak
- 2004 : Heights de Chris Terrio : Liz
- 2005 : La Fiesta del chivo de Luis Llosa : Urania
- 2005 : The Architect de Matt Tauber : Julia Waters
- 2006 : Scandaleusement célèbre (Infamous) de Douglas McGrath : Marella Agnelli
- 2006 : Des trous dans la tête (Brand upon the Brain) de Guy Maddin : narratrice
- 2008 : Un mari de trop (The Accidental Husband) de Griffin Dunne : Mrs. Bollenbecker
- 2008 : Two Lovers de James Gray : Ruth Kraditor
- 2009 : My Dog Tulip de Paul Fierlinger et Sandra Fierlinger : Mademoiselle Canvenini (voix)
- 2010 : La Solitude des nombres premiers (La solitudine dei numeri primi) de Saverio Costanzo : Adèle
- 2011 : Trois fois 20 ans de Julie Gavras : Mary
- 2011 : Poulet aux prunes de Marjane Satrapi et Vincent Paronnaud : Parvine
- 2012 : Du vent dans mes mollets de Carine Tardieu : Madame Trebla
- 2012 : Ulysse, souviens-toi ! (Keyhole) de Guy Maddin : Hyacinth
- 2012 : Nono, het zigzag kind de Vincent Bal : Lola Ciperola
- 2013 : Enemy de Denis Villeneuve : la mère d'Adam
- 2015 : Closet Monster de Stephen Dunn : Buffy (voix)
- 2015 : Silent Life de Vladislav Kozlov : Gabriella Guglielmi
- 2015 : Joy de David O. Russell : Trudy
- 2018 : Les Indestructibles 2 (Incredibles 2) de Brad Bird : L'ambassadrice (voix originale)
- 2018 : Vita and Virginia de Chanya Button : Lady Sackville
- 2021 : Land of Dreams de Shoja Azari et Shirin Neshat : Jane
- 2021 : Marcel le coquillage (avec ses chaussures) (Marcel the SHell with Shoes On) de Dean Fleischer Camp : Connie (voix)
- 2021 : Italia, le feu, la cendre de Céline Gailleurd et Olivier Bohler  : narratrice
- 2023 : Cat Person de Susanna Fogel : Dr. Enid Zabala
- 2023 : Silent Life : The Story of the Lady in Black de Vladislav Alex Kozlov : Gabriella Guglielmi
- 2023 : Problemista de Julio Torres : narratrice
- 2023 : La Chimère (La chimera) d'Alice Rohrwacher : Flora
- 2024 : Spaceman de Johan Renck : la commissaire Tuma
- 2024 : Conclave d'Edward Berger : sœur Agnes
- 2024 : Silent Retreat de Todd Strauss-Schulson : Michelle Keaton
- 2024 : Arrivederci d'Antony J. Bowman : Francesca
- 2024 : Death of the Sheik de Vladislav Alex Kozlov : Gabriella Guglielmi

#### Courts métrages
- 2009 : Send Me to the 'Lectric Chair de Guy Maddin : la femme
- 2009 : Flat Love d'Andrés Sanz : narratrice
- 2019 : Preludio de Stefania Rossella Grassi et Tommaso Scutari
- 2020 : The Rabbit Hunters d'Evan Johnson, Galen Johnson et Guy Maddin : Fellini

### Actrice de télévision

#### Séries télévisées
- 1993 : Fallen Angels, saison 1 épisode 4 Une arnaque de première classe (The Frightening Frammis) de Tom Cruise : Babe Lonsdale
- 1994 : Directed by, épisode 6 The Gift de Laura Dern : Gabriella
- 1995 : Les Contes de la crypte, saison 6 épisode 15 You, Murderer de Robert Zemeckis : Betty Spinelli
- 1996 : Friends, saison 3 épisode 5 The One with Frank Jr. de Steve Zuckerman : elle-même
- 1997 : Chicago Hope, la vie à tout prix (Chicago Hope), saison 3 épisode 16 Missed Conception de Michael Pressman, épisode 17 Mother, may I ? de Bill D'Elia : Prof. Marina Giannini
- 1999 : Les Simpson (The Simpsons), saison 10 épisode 19 Mom and Pop Art de Steven Dean Moore : voix d'Astrid Weller
- 2002 : Napoléon d'Yves Simoneau (mini série) : Joséphine de Beauharnais
- 2004-2005 : Alias créé par J.J. Abrams, saisons 3 et 4, cinq épisodes : Katya Derevko
- 2007 : 30 Rock, saison 1 épisodes 12 Black Tie de Don Scardino et 13 Up All Night de Michael Engler : Bianca Donaghy
- 2008-2009 : Green Porno, créé par Isabella Rossellini, réalisé par Isabella Rossellini et Jody Shapiro : multiples rôles
- 2012 : Treme, saison 3 épisode 5 I thought I heard Buddy Bolden say d'Alex Hall : Theresa Talarico
- 2013 : Mammas créé par Isabella Rossellini : multiples rôles
- 2013 : Blacklist, saison 1 épisode 2 The Freelancer (No. 145) de Jace Alexander : Floriana Campo
- 2016-2017 : Shut Eye, créé par Leslie Bohem, saisons 1 et 2 : Rita Marks
- 2019 : Tuca & Bertie, épisode 9 The Jelly Lakes de Mike Hollingsworth et Amy Winfrey : Pat (voix)
- 2020-2021 : Luz à Osville (The Owl House)  : la reine chauve-souris (voix)
- 2021 : Domina créée par Simon Burke, épisode 2 Rise de Claire McCarthy : Balbina
- 2022 : Los Espookys, saison 2, épisode 6 El Eclipse d'Ana Fabrega  : elle-même
- 2022-2023 : Julia : Simone Simca Beck
- 2023 : Human Resources : Générale Malice (voix)

#### Téléfilms
- 1990 : Chasseurs d'ivoire (Ivory Hunters) de Joseph Sargent : Maria DiConti
- 1991 : Trouble jeu (Lies of the Twins) de Tim Hunter : Rachel Marks
- 1996 : Le Crime du siècle (Crime of the Century) de Mark Rydell : Anna Hauptmann
- 1997 : L'Odyssée (The Odyssey) d'Andrei Konchalovsky : Athéna
- 1998 : Merlin de Steve Barron : Nimue
- 2000 : Don Quichotte (Don Quixote) de Peter Yates : la duchesse
- 2003 : Monte Walsh de Simon Wincer : Comtesse Martine
- 2005 : La Prophétie du sorcier (Earthsea) de Robert Lieberman : Thar
- 2007 : Filthy Gorgeous de Robert Allan Ackerman : Antonia
- 2008 : Contamination : la menace venue d'ailleurs (Infected) d'Adam Weissman : Carla Plume
- 2009 : Phantom, le masque de l'ombre (The Phantom) de Paolo Barzman : Dr Bella Lithia

### Scénariste
- 2005 : My Dad Is 100 Years Old

### Scénariste, réalisatrice et actrice
- 2006 : Oh La la (court métrage)
- 2008-2009 : Green Porno (série télévisée)
- 2010 : Isabella Rossellini : De la vie d'un papillon (Isabella Rossellini : Aus dem Leben eines Schmetterlings) (téléfilm), coréalisé avec Gero von Boehm
- 2010 : Seduce Me (série télévisée)
- 2011 : Animals Distract Me (moyen métrage)
- 2013 : Mammas (série télévisée)
- 2020 : Darwin, What ? (court métrage), coréalisé avec Paul David Magid

Les mini-séries comiques sont consacrées à la reproduction, aux techniques de séduction et aux différents comportements maternels des animaux, et produites par SundanceTV à la demande de Robert Redford. En 2014, Isabella Rossellini et Jean-Claude Carrière décident de faire de ces mini-séries une version scénique, Bestiaire d’amour.

## Distinctions

### Récompenses
- Film Independent Spirit Awards 1987 : Meilleure actrice pour Blue Velvet
- Saturn Award de la meilleure actrice dans un second rôle 1993 pour La mort vous va si bien
- Berlinale 1998 : Mention spéciale pour sa performance dans À la recherche du passé
- Berlinale 2013 : Caméra de la Berlinale d'honneur
- Festival de Chicago 2023 : Hugo d'argent de la meilleure distribution pour La Chimère
- David di Donatello 2023 : David spécial d'honneur
- Festival du film de Seattle 2024 : Meilleure actrice dans un second rôle pour Death of the Sheik
- Prix du cinéma européen 2024 : Prix de l'accomplissement dans le cinéma mondial
- Festival international du film de Palm Springs 2025 : Prix de la meilleure distribution pour Conclave
- Screen Actors Guild Awards 2025 : Meilleure distribution pour Conclave

### Nominations
- Golden Globes 1997 : Meilleure actrice dans une mini-série ou un téléfilm pour Le Crime du siècle
- Primetime Emmy Awards 1997 : Meilleure actrice invitée dans une série télévisée dramatique pour Chicago Hope : La Vie à tout prix
- David di Donatello 2000 : David de la meilleure actrice pour Il cielo cade
- Festival de Sundance 2011 : Prix du court métrage pour Animals Distract Me
- David di Donatello 2024 : David de la meilleure actrice dans un second rôle pour La Chimère
- Golden Globes 2025 : Meilleure actrice dans un second rôle pour Conclave
- Baftas 2025 : Meilleure actrice dans un second rôle pour Conclave
- Satellite Awards 2025 : Meilleure actrice dans un second rôle pour Conclave
- Oscars 2025 : Meilleure actrice dans un second rôle pour Conclave

## Voix francophones
En France
| - Martine Irzenski dans : - Le Petit chaperon rouge - Le diable à quatre - Merlin (mini-série) - Don Quichotte (téléfilm) - Monte Walsh (téléfilm) - Alias (série télévisée) - La Prophétie du sorcier (mini-série) - Contamination : La Menace venue d'ailleurs (téléfilm) - Phantom, le masque de l'ombre - Treme (série télévisée) - Véronique Augereau dans : - La Mort vous va si bien - Ludwig van B. - Chicago Hope : La Vie à tout prix (série télévisée) - 30 Rock (série télévisée) - Marcel le coquillage (avec ses chaussures) (voix) - Évelyn Séléna dans : - Blue Velvet - Sailor et Lula | - Catherine Hamilty dans : - Nos funérailles - À table - Céline Duhamel dans : - Two Lovers - Joy Et aussi - Isabelle Ganz dans Soleil de nuit - Hélène Chanson dans L'Innocent - Malvina Germain dans L'Odyssée (mini-série) - Isabelle Maudet dans Friends (série télévisée) - Marie-Martine dans Les Imposteurs - Céline Monsarrat dans Scandaleusement célèbre - Andrea Schieffer dans Un mari de trop - Marie-Armelle Deguy dans La Solitude des nombres premiers - Pascale Jacquemont dans Blacklist (série télévisée) - Brigitte Virtudes dans Enemy - Déborah Perret dans La Chimère - Pauline Larrieu dans Spaceman - Catherine Davenier dans Conclave |

## Publicité
En 1990, elle est l'égérie du parfum Trésor de Lancôme.